# Pardosa beijiangensis
Pardosa beijiangensis är en spindelart som beskrevs av Hu och Wu 1989. Pardosa beijiangensis ingår i släktet Pardosa och familjen vargspindlar. Inga underarter finns listade i Catalogue of Life.